# 今井俊斗
今井 俊斗（いまい しゅんと、1999年12月25日 - ）は、日本の俳優、タレント。愛知県出身。株式会社アーティストクルー所属。日本芸術専門学校出身。

## 人物
- 愛称は「しゅんてぃ」
- 特技：弾き語り・テニス・歌唱・アクション[1]
- 趣味：ゲーム、城巡り
- 自身の誕生日である2023年12月25日に、公式ファンクラブ『しゅんてぃのてぃーぱーてぃー』を開設。
- 2025年1月、webメディアnumanによる「2025年にブレイクしそうな2.5次元俳優TOP10」にて1位に選出された[2]。

## 出演

### 舞台
2020 - 2022年
- 2.5次元ダンスライブ「ALIVESTAGE」Episode 3『SCHOOL REVOLUTION』Hello 神さま 僕はここにいる！（2020年10月29日 - 11月8日、ヒューリックホール東京） - 浅田遠矢 役[3]
- ジュエルステージ「オンエア！」（2022年6月3日 - 12日、シアターGロッソ） - 輝崎千紘 役[4]
- 進戯団 夢命クラシックス#26『Re:Write→of…』（2022年9月8日 - 11日、シアターサンモール） - 日下部綾人 役[5]
- ジュエルステージ「オンエア！」〜Unit Story side Prid's〜（2022年11月11日 - 27日、Mixalive TOKYO Theater Mixa） - 主演・輝崎千紘 役[6][7]

2023年
- 「MANKAI STAGE『A3!』ACT2〜WINTER2023 」（東京・2023年1月21日 - 29日、TACHIKAWA STAGE GARDEN／兵庫・2月3日 - 12日、AiiA 2.5 Theater Kobe／東京凱旋・2月17日 - 26日、TACHIKAWA STAGE GARDEN） - アンサンブルキャスト[8]
- 「僕のヒーローアカデミア The”Ultra”Stage 最高のヒーロー」（東京・2023年4月29日 - 5月7日、天王洲銀河劇場／兵庫・5月12日 - 14日、AiiA 2.5 Theater Kobe／東京凱旋・5月19日 - 21日、日本青年館ホール） - 肉倉精児 役[9]
- ジュエルステージ「オンエア!」（Mixalive TOKYO Theater Mixa）- 輝崎千紘 役
  - ～ Unit Stories MxRxE ～（2023年7月15日 - 8月6日）[10]
  - ～ Unit Stories HxD ～（2023年10月5日・7日・15日・24日）[11]
- 「ミラクル☆ステージ『サンリオ男子』～One More Time～ 」（2023年11月10日 - 19日、東京I'M A SHOW） - 雨ケ谷昴 役[12]

2024年
- 『ヒプノシスマイク -Division Rap Battle-』Rule the Stage -New Encounter-（東京・2024年3月1日 - 17日、品川プリンスホテル ステラボール ／ 大阪・4月4日 - 7日、COOL JAPAN PARK OSAKA WWホール） - 夢野幻太郎 役[13]
- Butlers’ 歌劇『悪魔執事と黒い猫』～薔薇薫る舞踏会編～（2024年6月7日 - 16日、IMM THEATER） - バスティン・ケリー 役[14]
- 『ヒプノシスマイク -Division Rap Battle-』Rule the Stage -Grateful Cypher-（2024年10月4日 - 14日、TOKYO DOME CITY HALL） - 夢野幻太郎 役[15]

2025年
- minish*3「モンスターボックス」（2025年2月23日 - 28日、Mixalive TOKYO Theater Mixa） - 遠藤悟 役[16]
- WBB vol.26「#サムライモード」（2025年6月4日 - 9日、紀伊國屋サザンシアター TAKASHIMAYA／神戸・6月13日 - 15日、AiiA 2.5 Theater Kobe）[17]
- 『ヒプノシスマイク -Division Rap Battle-』Rule the Stage《Mix Tape1 Revenge》（2025年7月11日 - 27日、品川プリンスホテル ステラボール） - 夢野幻太郎 役[18]
- 舞台『スタンドマイヒーローズ』（2025年9月3日 - 14日〈予定〉、シアターサンモール） - 桧山貴臣 役[19]
- 『美男高校地球防衛部LOVE!LOVE!』on STAGE（2025年10月9日 - 13日〈予定〉、ヒューリックホール東京） - 蔵王立 役[20]
- 『ヒプノシスマイク -Division Rap Battle-』Rule the Stage《Division Jam Tour》vol.1（神奈川・2025年11月20日・21日〈予定〉、KT Zepp Yokohama ／ 大阪・11月27日・28日〈予定〉、Zepp Namba（OSAKA） ／ 北海道・12月5日〈予定〉、Zepp Sapporo） - 夢野幻太郎 役[21]

### イベント
- 「ミラクル☆ステージ『サンリオ男子』FUN♡FUN♡MEETING Vol.2 ～Thank you party～」（2022年12月28日、サンリオピューロランド） - 雨ケ谷昴 役[22]
- いろいろ ドルフェス2023（2023年9月23日、品川プリンスホテルステラボール）[23]
- KOHEI KAMIYAMA FAN MEETING Vol.1 （2023年11月23日、渋谷ばぐちか）- ゲスト出演[24]
- Hypnosis Flava2@Mixalive トークイベント「DIVISION CROSS TALK」Fling Posse Ver.（2024年2月28日、Mixalive TOKYO）[25]
- 木津谷泰勇 Birthday Event「13IRTH」（2024年5月12日、unravel tokyo）- ゲスト出演[26]
- 1st FAN EVENT IMAI SHUNTO（2024年6月30日、トーク&ライブBAR from scratch）[27]
- ジュエルステージ「オンエア！」DVD発売記念イベント（2024年7月21日、アニメイトシアター）[28]
- まつまつり 〜Kenta Matsui 1st FAN MEETING〜（2024年8月3日、恵比寿エコー劇場）- ゲスト出演[29]
- ネルケプランニング 30th ANNIVERSARY「ネルフェス2024」（2024年8月20日、日本武道館）[30]
- 『ヒプノシスマイク-Division Rap Battle-』Rule the Stage -New Encounter- Cinema Edit 公開記念舞台挨拶（2024年9月4日・24日、丸の内ピカデリー）
- 『スマートさんぽ in 小田原 今井俊斗』DVD先行発売記念イベント（2024年10月19日、日仏会館ホール）
- 益永拓弥 27th BIRTHDAY EVENT（2024年10月20日、ジールシアター新宿）- ゲスト出演[31]
- 三井淳平 Birthday Event 2024（2024年10月26日、烏山区民会館ホール）- ゲスト出演[32]
- Imai Shunto BIRTHDAY EVENT（2024年12月25日、トーク&ライブBAR from scratch）[33]
- 今井俊斗 × KINGLYMASK 1日店長イベント（2025年1月5日、KINGLYMASK原宿本店）[34]
- ネルケプランニング30th ANNIVERSARY『ネルフェス2024』後夜祭！（2025年1月18日・22日・23日、TOKYO DOME CITY HALL）[35]
- 三原大樹 28th Birthday Event（2025年3月16日、コフレリオ新宿シアター）- ゲスト出演[36]
- 佐藤祐吾 Yugo's WhiteDay Event!!!（2025年3月22日、ブルースクエア四谷）- ゲスト出演[37]
- 三井淳平ファンミーティング2025 in 東京（2025年4月6日、TOKYO FMホール）- ゲスト出演
- 松岡拳紀介 1st EVENT ～New Beginning～（2025年5月4日、シアター代官山）- ゲスト出演[38]
- 今井俊斗Fanicon会員限定ファンクラブイベント（2025年5月18日、住友不動産原宿ビル）
- 灰とカセットテープ：リフレイン 記念イベント（2025年8月予定）[39]
- 『ヒプノシスマイク -Division Rap Battle-』Rule the Stage《Hypnosis Delight Fes.》（2025年10月25日・26日〈予定〉、Kanadevia Hall） - 夢野幻太郎 役[40]

### 映画
- 『ヒプノシスマイク-Division Rap Battle-』Rule the Stage -New Encounter- Cinema Edit （2024年8月30日公開）[41]
- 『ヒプノシスマイク-Division Rap Battle-』Rule the Stage -Grateful Cypher- Cinema Edit （2025年3月21日公開）[42]

### テレビ番組
- 日本テレビ「行列のできる相談所」再現VTR・生田斗真 役
- 日本テレビ「幸せ!ボンビーガール」（2021年1月20日） - 再現VTR・志尊淳 役
- テレビ朝日「白い巨塔」医大生 役
- テレビ朝日「テレビ千鳥」（2021年2月21日） - バレンタイン企画・彼氏 役
- フジテレビ「なんだこれミステリー」ナルコレプシー編（2021年1月27日） - 2.5次元俳優 役
- フジテレビ「私に5分ください」（2021年12月25日）
- テレビ東京「ソロ活女子のススメ2」（2022年） - 社員 役
- ABEMA「主役の椅子はオレの椅子」シーズン2（2022年9月29日 - 12月15日）
- BSフジ「夜な夜なプロジェクト」（2025年4月4日）

### web配信
- キラティン「すべての恋が終わるとしても」（2023年、YouTube・TikTok）
- 『キャストサイズニュース』第167回（2024年4月17日、ニコニコチャンネル）- ゲスト出演
- 三井淳平のカンゼンバン！ 第8回（2024年4月30日、ニコニコチャンネル）- ゲスト出演
- 『さつきとしょうたのでっこぼっこ』 第27回（2024年8月26日、ニコニコチャンネル）- ゲスト出演
- 小波津亜廉の「あれんちゅたいむ」（2024年10月16日、ニコニコチャンネル）- ゲスト出演
- エンタステージ 役者名鑑ルーキーズ Vol.1「今井俊斗」（2025年3月28日、ドワンゴジェイピーオーディオブック）
- 役者名鑑ルーキーズリリース記念特番（2025年3月29日、ニコニコチャンネル）[43]
- ボイスドラマ『灰とカセットテープ：リフレイン』（2025年6月、ドワンゴジェイピーオーディオブック） - 美濃部タダシ 役[39]

### その他
- 日本テレビ 7月期水曜ドラマ番宣ポスター
- CM・「ジョジョの奇妙な冒険 ラストサバイバー」（2021年10月） - タツル 役
- 写真展・はじまりの、役者100人展（2021年12月21日 - 29日、渋谷ギャラリールデコ）　- 出展写真被写体[44]
- ラジオ・FM西東京「痛快☆乙女ゲーム通信」（2022年11月5日）[45]
- ミュージック・ビデオ・imase「プリズム」（2024年11月8日）

## 作品
- 今井俊斗ソロDVD『スマートさんぽ in 小田原』（2024年10月24日、スマートボーイズ）[46]
- BSフジ「夜な夜なプロジェクト」出演記念 今井俊斗オンラインくじ（2025年4月、kuji-made）[47]